# Six-Fours-les-Plages
Six-Fours-les-Plages település Franciaországban, Var megyében. Lakosainak száma 36 843 fő (2022. január 1.). Six-Fours-les-Plages Ollioules, Sanary-sur-Mer és La Seyne-sur-Mer községekkel határos.

## Népesség
A település népessége az elmúlt években az alábbi módon változott:
| Lakosok száma | 34 387 | 33 339 | 33 904 | 32 829 | 33 665 | 34 592 | 35 339 | 36 203 | 36 843 |
|               | 2013   | 2015   | 2016   | 2017   | 2018   | 2019   | 2020   | 2021   | 2022   |